# Булгар (гостиница)
Гостиница «Булгар» — утраченное и воссозданное историческое здание в Казани, в Старо-Татарской слободе, на углу улиц Татарстан и Московской, дом 14/59. Построено во второй половине XIX века.

## История
Здание построено как доходный дом в 1866 году по проекту архитектора П. И. Романова по заказу купца Ибрагима Исхаковича Апакова. Его наследница, единственная дочь Марьям Ибрагимовна Шамиль в 1897 году продала дом купцу Ахмету Галиевичу Хусаинову, а он продал владение купцу первой гильдии Шакиру Мухаметзяновичу Казакову. Гостиница «Булгар» располагалась в части дома, которую арендовал Фаткулла Ахмадуллин. Номера были популярны среди татарской интеллигенции. На первом этаже находились лавки и издательство «Магариф» («Просвещение»). Татарский поэт Габдулла Тукай проживал в этой гостинице с 1907 по 1912 год, создав за это время целый ряд своих лучших произведений. В 1909—1914 гг. в номерах жил артист и режиссёр Валиулла Муртазин. Среди других известных постояльцев — революционер Мулланур Вахитов, поэт Сагит Рамиев, историк Габдельбари Баттал. Кроме того, в здании действовали типография братьев Шараф «Урняк», редакции газет «Эль-Ислах» («Реформа»), «Юлдуз» («Звезда»), юмористического журнала «Ялт-Йолт» («Зарница»).
Несмотря на протесты общественности, историческое здание было полностью снесено в 2008 году для строительства жилого комплекса и заменено новоделом, воспроизводящим облик фасадов. При этом новое здание имеет иную планировку и массивную многоэтажную остеклённую надстройку со стороны двора

## Архитектура
Трёхэтажное протяжённое угловое здание со скошенным углом венчала башенка с символом Казани, Зилантом.